# O Leste é Vermelho (canção)
"O Leste é Vermelho" (chinês tradicional: 東方紅, chinês simplificado: 东方红, pinyin: Dōngfāng Hóng) é uma canção revolucionária chinesa que foi o hino nacional de facto da República Popular da China durante o período da Grande Revolução Cultural Proletária na década de 1960. A letra da música foi atribuída a Li Youyuan (chinês: 李有源), um fazendeiro do norte de Xianxim, e a melodia foi derivada de uma canção folclórica local. Li supostamente teve sua inspiração ao ver o sol nascer na manhã de um dia ensolarado. 

## Letra da música

### Versão comunista
| Chinês simplificado | Chinês tradicional | Pinyin | Português |
| --- | --- | --- | --- |
| 东方红，太阳升， 中国出了个毛泽东。 他为人民谋幸福， 呼尔嗨哟，他是人民大救星！ 毛主席，爱人民， 他是我们的带路人， 为了建设新中国， 呼尔嗨哟，领导我们向前进！ 共产党，像太阳， 照到哪里哪里亮。 哪里有了共产党， 呼尔嗨哟，哪里人民得解放！ | 東方紅，太陽升。 中國出了個毛澤東。 他為人民謀幸福， 呼爾嗨喲，他是人民大救星！ 毛主席，愛人民， 他是我們的帶路人， 為了建設新中國， 呼爾嗨喲，領導我們向前進！ 共產黨，像太陽， 照到哪裡哪裡亮， 哪裡有了共產黨， 呼爾嗨喲，哪裡人民得解放！ | Dōngfāng hóng, tàiyáng shēng, Zhōngguó chū liǎo ge Máo Zédōng, Tā wèi rénmín móu xìngfú, Hū'ěr-hai-yo, tā shì rénmín dà jiùxīng! (repetir as últimas duas linhas) Máo zhǔxí, ài rénmín, Tā shì wǒmen de dàilùrén Wèi liǎo jiànshè xīn Zhōngguó, Hū’ěr-hāi-yo, lǐngdǎo wǒmen xiàng qiánjìn! (repetir as últimas duas linhas) Gòngchǎndǎng, xiàng tàiyáng, Zhàodào nǎlǐ nǎlǐ liàng, Nǎlǐ yǒu liǎo Gòngchǎndǎng, Hū‘ěr-hāi-yo, nǎlǐ rénmín dé jiěfàng!(repetir as últimas duas linhas) (repetir o primeiro verso) | O Leste está Vermelho, o sol está nascendo. Da China, vem Mao Zedong. Ele luta pela felicidade do povo, Viva! Ele é o grande salvador do povo! (repetir as últimas duas linhas) O Presidente Mao ama o povo, Ele é nosso guia Para construir uma Nova China Viva! Nos guia adiante! (repetir as últimas duas linhas) O Partido Comunista é como o sol, Onde quer que ele brilhe, é resplandecente Onde quer que o Partido Comunista esteja Viva! O povo é libertado! (repetir as últimas duas linhas) (repetir o primeiro verso) |

### Versão original
| Simplificado                                                                     | Tradicional                                                                        | Pinyin | Português |
| -------------------------------------------------------------------------------- | ---------------------------------------------------------------------------------- | --- | --- |
| 芝麻油，白菜心， 要吃豆角嘛抽筋筋。 三天不见想死个人， 呼儿嗨哟， 哎呀我的三哥哥 | 芝麻油，白菜心， 要吃豆角嘛抽筋筋。 三天不見想死個人， 呼兒嗨喲， 哎呀我的三哥哥。 | Zhīmayóu, báicài xīn, Yào chī dòujiǎo ma chōu jīnjīn. Sān tiān bùjiàn xiǎng sǐ gèrén, Hū er hāi yō, Āiyā wǒ de sān gēgē. | Óleo de gergelim, corações de repolho, Quer comer vagem, quebrar as pontas, Fico realmente apaixonado se eu não te ver por três dias, Hu-er-hai-yo, Ó querido, meu terceiro irmão. |

## História

### Guerra Civil Chinesa
A letra de "O Leste é Vermelho" foi adaptada de uma antigacanção folclórica de Xianxim que falava sobre o amor. As letras da canção eram frequentemente alteradas dependendo do cantor. As letras modernas foram produzidas em 1942, durante a Segunda Guerra Sino-Japonesa, e são atribuídas a um fazendeiro que vivia no norte de Xianxim, Li Youyuan. É possível que tenha havido uma versão anterior que homenageava Liu Zhidan, um herói comunista local, morto em Xianxim em 1936. Mais tarde, o nome de Mao Zedong substituiu o de Liu na letra. A música era bastante popular na área da base comunista de Yan'an, mas perdeu sua popularidade após o Partido Comunista da China se consagrar vitorioso na Guerra Civil Chinesa e estabelecer a República Popular da China em 1949. Essa diminuição de sua popularidade possivelmente se deu porque alguns importantes líderes do Partido discordavam de sua representação de Mao como sendo o "salvador da China".

### China maoísta
A letra de "O Leste é Vermelho" idealiza Mao Zedong, e a representação de Mao na música foi um de seus primeiros esforços para promover sua imagem como um herói perfeito na cultura popular chinesa após a Guerra da Coreia. Em 1956, um comissário político sugeriu ao então Ministro da Defesa da China, Peng Dehuai, que a música fosse ensinada às tropas chinesas, mas Peng se opôs à propaganda de Mao alegando que "Isso é um culto à personalidade! Isso é idealismo! " A oposição de Peng a "O Leste é Vermelho" e ao incipiente culto à personalidade de Mao em geral contribuíram para que Mao o expurgasse em 1959. Após Peng ser expurgado, Mao acelerou os esforços para construir seu culto à personalidade e, em 1966, obteve sucesso em ter "O Leste é Vermelho" cantada de forma não oficial no lugar do hino nacional da China.
Em 1964, Zhou Enlai usou "O Leste é Vermelho" como o coro central de uma peça que ele havia criado para promover o culto à personalidade de Mao, com "Marchar Adiante sob a Bandeira do Pensamento Mao Zedong" como título original. Zhou também foi coprodutor, redator principal e diretor da peça. O tema central da peça falava sobre Mao ser a única pessoa capaz de liderar o Partido Comunista da China à vitória. A peça foi encenada por 2.000 artistas e acompanhada por um coro e orquestra de 1.000 pessoas. Foi encenada diversas vezes em Pequim, no Grande Salão do Povo, a fim de garantir que todos os residentes pudessem vê-la a tempo para o 15º Dia Nacional da República Popular da China. Mais tarde foi adaptada para um filme que foi exibido em todo o país também com o título "O Leste é Vermelho". Foi nesta peça que se ouviu pela primeira vez a versão definitiva da canção, versão esta que seria utilizada nos eventos durante os anos da Revolução Cultural até o ano de 1969. 
Durante a Revolução Cultural (1966-1976), Tian Han, o autor do hino nacional oficial da China, "A Marcha dos Voluntários", foi expurgado, então sua música raramente era usada. "O Leste é Vermelho" foi usada como o hino nacional não oficial da China nessa época. A música era tocada nos sistemas de comunicação pública em cidades e vilas por toda a China ao amanhecer e ao anoitecer. A Casa da Alfândega de Xangai no Bund ainda a reproduz no lugar dos Quartos de Westminster que eram originalmente tocados pelos britânicos, e a Estação de Transmissão Popular Central começa todos os dias tocando a canção em um conjunto de sinos de bronze construídos mais de 2.000 anos atrás, durante o período dos Reinos Combatentes. As transmissões de rádio e televisão em todo o país geralmente começavam com "O Leste é Vermelho" pela manhã ou no início da noite e terminavam com a canção comunista " A Internacional". 
Alguns argumentam que a letra dessas duas canções cria um paradoxo: "O Leste é Vermelho" elogia Mao como sendo um "grande salvador do povo", enquanto que "A Internacional" declara que "não há salvadores supremos".
Os alunos eram deviam cantar a música em uníssono todas as manhãs no início da primeira aula do dia. Em 1969, a melodia foi usada no "Concerto para Piano do Rio Amarelo". O Concerto foi produzido por Jiang Qing e adaptado da "Cantata do Rio Amarelo" de Xian Xinghai. Quando adaptou a Cantata, Jiang acrescentou a melodia de "O Leste é Vermelho" para conectar o Concerto com os temas da Revolução Cultural. Depois que a China lançou seu primeiro satélite, em 1970, "O Leste é Vermelho" foi o primeiro sinal que a nave enviou de volta à Terra.
Seu lugar como hino nacional não oficial foi encerrado nesse mesmo ano. Em comemoração ao 21º aniversário da fundação da República Popular da China, a "Marcha dos Voluntários" voltou a ser tocada, ainda que apenas na sua versão instrumental, em todos os eventos oficiais nacionais. 

### China moderna
Por causa de suas associações com a Revolução Cultural, a música raramente foi ouvida após a ascensão de Deng Xiaoping no final dos anos 1970. Hoje a canção é considerada por alguns como um lembrete um tanto impróprio do culto à personalidade associado a Mao. Seu uso oficial foi amplamente substituído pela "Marcha dos Voluntários", cujas letras não mencionam nem o Partido Comunista nem Mao. "O Leste é Vermelho" também é comumente ouvida em gravações tocadas em aparelhos eletrônicos bastante populares entre os turistas.
A melodia da canção continua sendo popular na cultura popular chinesa. Em 2009, foi eleita como a canção patriótica mais popular em uma pesquisa do governo chinês feita pela internet. Tem sido usada como a melodia dos sinos de importantes relógios, como na Estação Ferroviária de Pequim, Edifício Telegráfico de Pequim, Torre do Tambor de Xian e em prédios históricos de Xangai. 
Algumas estações de rádio na China usam a música como um sinal de intervalo, incluindo a Rádio Internacional da China e a Estação de Rádio Popular de Xinjiang. 